# Vincenzo Cecconi
Vincenzo Cecconi (Osimo, 25 agosto 1884 – 18 luglio 1951) è stato un politico italiano.

## Biografia
Insegnante, impegnato in politica con la Democrazia Cristiana. 
Viene eletto alla Camera dei deputati alle elezioni politiche del 18 aprile 1948 nella circoscrizione Roma-Viterbo-Latina-Frosinone ed è membro prima della commissione Istruzione e belle arti e poi dal 1949 della commissione Difesa. Muore da parlamentare in carica all'età di 66 anni nell'estate 1951, venendo sostituito a Montecitorio dal primo dei non eletti, Roberto Cuzzaniti. 